# Nacoleia mesochlora
Nacoleia mesochlora is een vlinder uit de familie van de grasmotten (Crambidae), uit de onderfamilie van de Spilomelinae. De wetenschappelijke naam van deze soort is voor het eerst gepubliceerd in 1884 door Edward Meyrick.
De spanwijdte bedraagt ongeveer 1,5 centimter.
De soort komt voor in Australië.